# Мусукаєв Ісмаїл Тимурович
Ісмаїл Тимурович Мусукаєв (рос. Исмаил Тимурович Мусукаев; нар. 28 січня 1993, Хасанья, Нальчик, Кабардино-Балкарія) — російський та угорський борець вільного стилю, чемпіон світу, бронзовий призер чемпіонатів світу, чемпіон Європи, срібний призер Кубку світу, учасник Олімпійських ігор.

## Життєпис
У секцію боротьби прийшов разом зі шкільними товаришами, але швидко кинув її, бо бокс йому більше сподобався. Однак його односельчанин тренер Юсуп Ажоєв зумів розгледіти талант у хлопцеві і багато разів приходив додому до Ісмаїля і зумів переконати його і батьків, що його покликання боротьба. Тож займатися цим видом спорту регулярно почав з 2006 року. Вже через два роки став бронзовим призером чемпіонату Росії серед юнаків. У 2012 році переїхав до Хасав'юрта, де почав тренуватись у спортшколі ім. Мавлета Батирова. Того ж року почав виступи за збірну команду Росії. Наступного року виборов срібну нагороду чемпіонату світу серед юніорів. У 2015 році став чемпіоном Європи серед молоді.
З 2019 року почав захищати кольори збірної Угорщини. Того ж року на чемпіонаті світу здобув бронзову нагороду, що дозволило отримати ліцензію на участь в літніх Олімпійських іграх 2020 року в Токіо.
Виступає за спортивний клуб «Ференцварош» Будапешт. Тренери — Шеме Шемеєв (з 2012), Сайгідпаша Умаханов (з 2012).
Навчався на фізкультурному факультеті Дагестанського державного педагогічного університету.

## Спортивні результати на міжнародних змаганнях

### Виступи на Олімпіадах
| Змагання                    | Збірна   | Вагова категорія          | Місце |
| --------------------------- | -------- | ------------------------- | ----- |
| Літні Олімпійські ігри 2020 | Угорщина | вільна боротьба, до 65 кг | 5     |

### Виступи на Чемпіонатах світу
| Змагання                        | Збірна   | Вагова категорія          | Місце  |
| ------------------------------- | -------- | ------------------------- | ------ |
| Чемпіонат світу з боротьби 2019 | Угорщина | вільна боротьба, до 65 кг | Бронза |
| Чемпіонат світу з боротьби 2022 | Угорщина | вільна боротьба, до 65 кг | Бронза |
| Чемпіонат світу з боротьби 2023 | Угорщина | вільна боротьба, до 65 кг | Золото |

### Виступи на Чемпіонатах Європи
| Змагання                         | Збірна   | Вагова категорія          | Місце  |
| -------------------------------- | -------- | ------------------------- | ------ |
| Чемпіонат Європи з боротьби 2020 | Угорщина | вільна боротьба, до 65 кг | 5      |
| Чемпіонат Європи з боротьби 2021 | Угорщина | вільна боротьба, до 65 кг | 16     |
| Чемпіонат Європи з боротьби 2022 | Угорщина | вільна боротьба, до 65 кг | Золото |

### Виступи на Кубках світу
| Змагання                    | Збірна   | Вагова категорія          | Місце  |
| --------------------------- | -------- | ------------------------- | ------ |
| Кубок світу з боротьби 2020 | Угорщина | вільна боротьба, до 65 кг | Срібло |

### Виступи на інших змаганнях
| Змагання                                    | Збірна   | Вагова категорія          | Місце  |
| ------------------------------------------- | -------- | ------------------------- | ------ |
| Кубок Рамзана Кадирова 2012                 | Росія    | вільна боротьба, до 55 кг | Бронза |
| Інтерконтінентальний кубок з боротьби 2012  | Росія    | вільна боротьба, до 55 кг | Срібло |
| Турнір Алі Алієва 2012                      | Росія    | вільна боротьба, до 55 кг | Срібло |
| Гран-прі «Іван Яригін» 2013                 | Росія    | вільна боротьба, до 55 кг | 16     |
| Турнір Алі Алієва 2013                      | Росія    | вільна боротьба, до 55 кг | Золото |
| Гран-прі «Іван Яригін» 2014                 | Росія    | вільна боротьба, до 57 кг | 10     |
| Інтерконтінентальний кубок з боротьби 2014  | Росія    | вільна боротьба, до 57 кг | Золото |
| Гран-прі «Іван Яригін» 2015                 | Росія    | вільна боротьба, до 57 кг | Срібло |
| Чемпіонат Росії з вільної боротьби 2015     | Росія    | вільна боротьба, до 57 кг | Срібло |
| Турнір Алі Алієва 2015                      | Росія    | вільна боротьба, до 57 кг | Золото |
| Кубок Рамзана Кадирова 2015                 | Росія    | вільна боротьба, до 57 кг | Срібло |
| Інтерконтінентальний кубок з боротьби 2015  | Росія    | вільна боротьба, до 61 кг | Золото |
| Кубок Алроси 2015                           | Росія    | вільна боротьба, до 57 кг | Золото |
| Золотий Гран-прі з боротьби 2015            | Росія    | вільна боротьба, до 57 кг | Золото |
| Гран-прі «Іван Яригін» 2016                 | Росія    | вільна боротьба, до 57 кг | 21     |
| Меморіал Вацлава Циолковського 2016         | Росія    | вільна боротьба, до 57 кг | Бронза |
| Турнір Алі Алієва 2016                      | Росія    | вільна боротьба, до 61 кг | Золото |
| Інтерконтінентальний кубок з боротьби 2016  | Росія    | вільна боротьба, до 61 кг | 5      |
| Міжнародний турнір Дінмухамеда Кунаєва 2016 | Росія    | вільна боротьба, до 61 кг | Золото |
| Турнір Аланії з боротьби 2017               | Росія    | вільна боротьба, до 61 кг | Золото |
| Гран-прі «Іван Яригін» 2018                 | Росія    | вільна боротьба, до 61 кг | Срібло |
| Турнір Алі Алієва 2018                      | Росія    | вільна боротьба, до 65 кг | Бронза |
| Чемпіонат Росії з вільної боротьби 2018     | Росія    | вільна боротьба, до 61 кг | Срібло |
| Інтерконтінентальний кубок з боротьби 2018  | Росія    | вільна боротьба, до 65 кг | Золото |
| Турнір Аланії з боротьби 2018               | Росія    | вільна боротьба, до 65 кг | 25     |
| Турнір Яшара Догу 2019                      | Угорщина | вільна боротьба, до 65 кг | Бронза |
| Меморіал Вацлава Циолковського 2019         | Угорщина | вільна боротьба, до 65 кг | 5      |
| Чемпіонат Угорщини з вільної боротьби 2020  | Угорщина | вільна боротьба, до 70 кг | Золото |
| Меморіал Вацлава Циолковського 2021         | Угорщина | вільна боротьба, до 65 кг | 7      |
| Відкритий турнір Загреба з боротьби 2023    | Угорщина | вільна боротьба, до 65 кг | 5      |
| Меморіал Поляка Імре та Варги Яноша2023     | Угорщина | вільна боротьба, до 65 кг | 7      |

### Виступи на змаганнях молодших вікових груп
| Змагання                                      | Збірна | Вагова категорія          | Місце  |
| --------------------------------------------- | ------ | ------------------------- | ------ |
| Чемпіонат світу з боротьби серед юніорів 2012 | Росія  | вільна боротьба, до 55 кг | 7      |
| Чемпіонат світу з боротьби серед юніорів 2013 | Росія  | вільна боротьба, до 55 кг | Срібло |
| Чемпіонат Європи з боротьби серед молоді 2015 | Росія  | вільна боротьба, до 57 кг | Золото |